# Rosochowate Siodło
Rosochowate Siodło – położona na wysokości około 1250 m płytka przełęcz pomiędzy Skrajną Rosochą (1262 m) a Zadnią Rosochą (1271 m) w polskich Tatrach Zachodnich. Ze wschodnich jej stoków opada żlebowata dolinka do Doliny Lejowej, mająca wylot na polanie Huty Lejowe, w kierunku północno-zachodnim Rosochowaty Żleb będący odnogą Doliny Chochołowskiej.
Rejon przełęczy porasta las, ale samym grzbietem w kierunku Lejowego Siodła ciągnie się wąski trawnik. Nie prowadzi tędy żaden szlak turystyczny.

## Przypisy

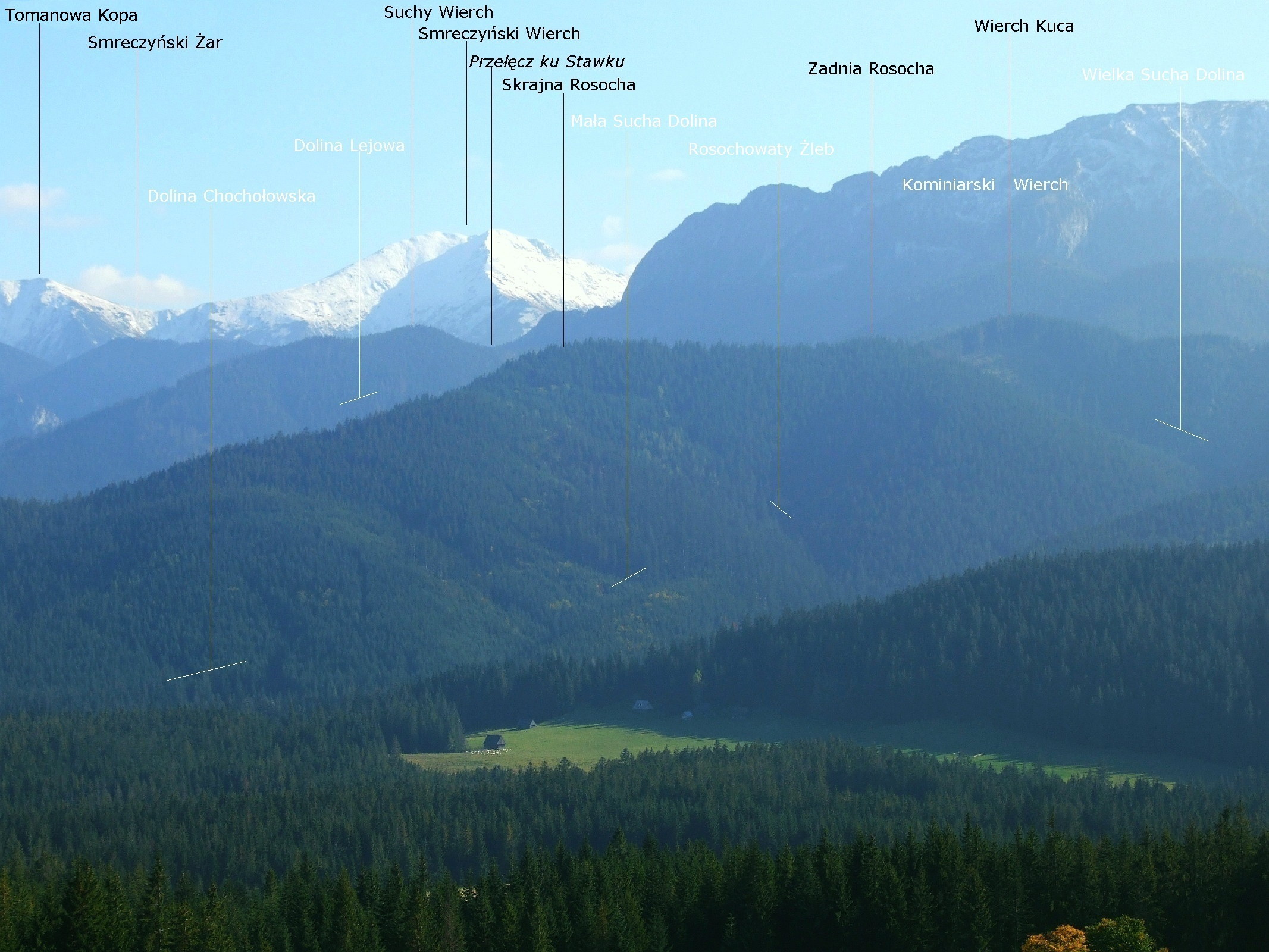
Widok z polany Koszarzyska